# Бујново
Село Бујново се налази у општини Трговиште у Бугарској. Према подацима од 21. јула 2005. године има 663 становника.